# Matthaios Blastares

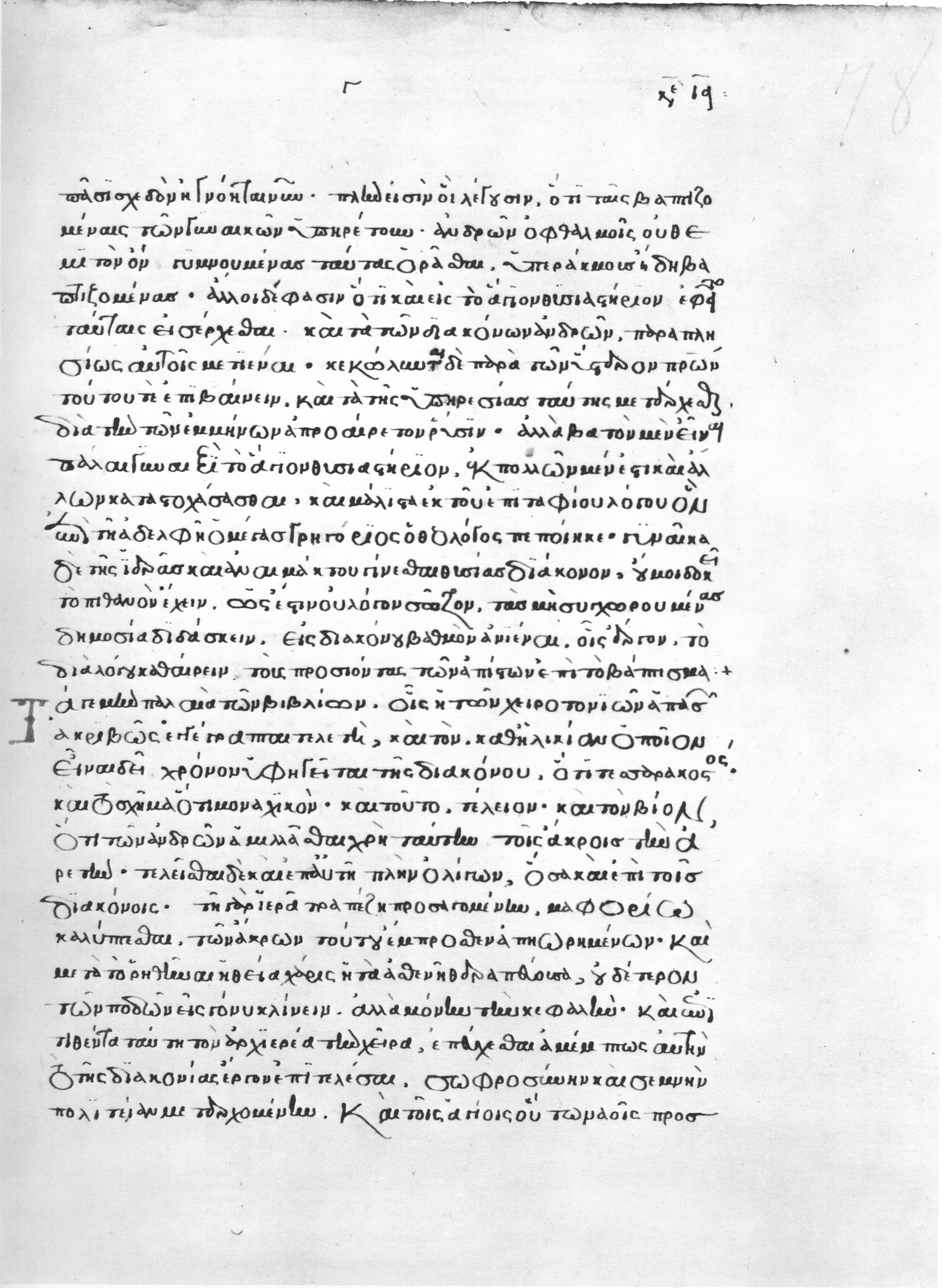
Matthaios Blastares, Syntagma kata stoicheion in der 1368/1369 geschriebenen Handschrift Rom, Biblioteca Casanatense, Codex 449, fol. 78r

Matthaios Blastares (mittelgriechisch Ματθαῖος Βλάσταρης) war ein spätbyzantinischer kirchlicher Autor.
Der 1346 letztmals belegte Kanonist und Theologe vollendete 1334/35 in Thessalonike, wo er als Hieromonachos (Priestermönch) im Kyr-Isaak-Kloster (später Peribleptos-Kloster) lebte, sein Hauptwerk, das Syntagma kata stoicheion. Im Übrigen verfasste er folgende (zum größeren Teil noch unedierte) Werke: eine längere Abhandlung über die Irrtümer der Lateiner („Κατὰ Λατίνων“), einen in fünf Kapitel eingeteilten Traktat gegen die Juden (die Autorschaft ist allerdings nicht gesichert), Schriften gegen Barlaam von Kalabrien und die Antipalamiten, hymnographische Arbeiten sowie einen Brief an Guy de Lusignan (= König Konstantin IV. von Kleinarmenien).

## Edition
- Στιχηρὰ und Μακαρισμοί in: P. B. Paschos: Ἅπαντα τὰ ὑμνογραφικὰ τοῦ Ματθαίου Βλάσταρη. Athen 1980.
- Brief an Guy de Lusignan: Arsenij: Pismo Matthija Vlastarja. Moskau 1891.